# Łucja Wang Wang
Św. Łucja Wang Wang (chiń. 婦王王璐琪) (ur. 1869 r. w Weixian, Hebei w Chinach – zm. 22 lipca 1900 r. w Majiazhuang) – święta Kościoła katolickiego, męczennica.
Podczas powstania bokserów w Chinach doszło do prześladowania chrześcijan. 21 lipca 1900 r. powstańcy aresztowali katolików z powiatu Wei w prowincji Hebei. Pierwszy został zabity Józef Wang Yumei przywódca katolików ze wsi. Pozostali, wśród których byli Łucja Wang Wang, Anna Wang i Andrzej Wang Tianqing, zostali zamknięci na klucz. Następnego dnia dostali wybór, że albo wyprą się wiary, albo umrą. Zostali zabici po odmowie apostazji.
Dzień jej wspomnienia to 9 lipca (w grupie 120 męczenników chińskich).
Została beatyfikowana razem z trójką pozostałych męczenników, wśród których był też jej syn Andrzej Wang Tianqing 17 kwietnia 1955 r. przez Piusa XII w grupie Leon Mangin i 55 Towarzyszy. Kanonizowana w grupie 120 męczenników chińskich 1 października 2000 r. przez Jana Pawła II.